# Vorgeburg
Vorgeburg est un ancien faubourg du duché de Lorraine, qui forma avec les villages de Kaltenhausen et de Rohr la ville de Bitche à la fin du XVIIe siècle.